# Campeonato Mundial de Voleibol Masculino Sub-19
O Campeonato Mundial de Voleibol Masculino Sub-19 é o torneio realizado pela Federação Internacional de Voleibol (FIVB) reunindo as seleções nacionais deste esporte para jogadores de até 19 anos. É realizado a cada dois anos, cuja primeira edição foi sediada no Emirados Árabes Unidos em 1989, com a seleção brasileira sagrando-se campeã.

## História
Inaugurado em 1989 nos Emirados Árabes, teve como seu primeiro campeão o Brasil, que ao longo das 13 edições se tornou o maior campeão com seis títulos. A seleção brasileira desempenhou ao longo dos primeiros anos a supremacia nesta categoria, mas vem apresentando resultados insatisfatórios durante a última década, tendo por vezes ficado atrás da sua rival Argentina.
A Rússia vem em segundo lugar quando se trata de conquistas de títulos, tendo um total de 3. O Irã, que possui bons resultados nas categorias de base, é o representante asiático de melhor desempenho nesta categoria, com 2 títulos. Outros times europeus vem logo abaixo, a Polônia, Itália e a Sérvia com 2 títulos cada.

## Quadro de medalhas
| Ordem | País          | Medalha de ouro | Medalha de prata | Medalha de bronze |   |
| ----- | ------------- | --------------- | ---------------- | ----------------- | - |
| 1     | Brasil        | 6               | 1                | 0                 | 7 |
| 2     | Rússia        | 3               | 4                | 1                 | 8 |
| 3     | Irã           | 2               | 3                | 3                 | 8 |
| 4     | Polônia       | 2               | 1                | 2                 | 5 |
| 5     | Itália        | 2               | 1                | 1                 | 4 |
| 6     | França        | 2               | 0                | 1                 | 3 |
| 7     | Sérvia        | 2               | 0                | 0                 | 2 |
| 8     | China         | 0               | 2                | 0                 | 2 |
| 9     | Japão         | 0               | 1                | 3                 | 4 |
| 10    | Argentina     | 0               | 1                | 2                 | 3 |
| 11    | Bulgária      | 0               | 1                | 1                 | 2 |
| 11    | Espanha       | 0               | 1                | 1                 | 2 |
| 13    | Grécia        | 0               | 1                | 0                 | 1 |
| 13    | Índia         | 0               | 1                | 0                 | 1 |
| 13    | Venezuela     | 0               | 1                | 0                 | 1 |
| 16    | Coreia do Sul | 0               | 0                | 3                 | 3 |
| 17    | Cuba          | 0               | 0                | 1                 | 1 |